# When My Baby Smiles at Me
When My Baby Smiles at Me es una película musical estadounidense de 1948 dirigida por Walter Lang y protagonizada por Betty Grable y Dan Dailey.
Dan Dailey recibió una nominación al Premio de la Academia como Mejor Actor por su actuación, pero perdió ante Laurence Olivier por Hamlet .

## Sinopsis
Bonny Kane y "Skid" Johnson son artistas de vodevil de la década de 1920. Los dos sufren dificultades matrimoniales cuando Skid recibe una oferta para actuar en Broadway, mientras que Bonny se queda atrás en la gira. Las cosas empeoran con el creciente problema con la bebida de Skid y el hecho de que la prensa ha informado que pasa mucho tiempo con su linda coprotagonista.

## Reparto
- Betty Grable como Bonny Kane
- Dan Dailey como "Skid" Johnson
- Jack Oakie como Bozo Evans
- June Havoc como Gussie Evans
- Richard Arlen como Harvey Howell
- James Gleason como Lefty Moore

## Adaptaciones
La película se presentó en Screen Directors Playhouse el 5 de mayo de 1950, y Grable repitió su papel de la película.
La película fue parodiada como "Cuando mi bebé se ríe de mí", en The Carol Burnett Show (1975 - Episodio 8), con Carol Burnett como "Bunny" (Bonnie), Rock Hudson como "Skip" (Skid) y Vicki Lawrence como "Gussie".